# Reinier van Brummelen
 (octobre 2018).
Reinier van Brummelen, né en 1961 à Hilversum, est un directeur de la photographie et réalisateur néerlandais.

## Filmographie
- 1991 : Tadzio de Frans Franciscus
- 1992 : The Pocket-knife de Ben Sombogaart[2]
- 1998 : The Flying Liftboy de Ben Sombogaart[3]
- 1999 : Cowboy from Iran de Ilse Somers[4]
- 1999 : 8 femmes ½ de Peter Greenaway[5]
- 2000 : Christie Malry's Own Double-Entry de Paul Tickell
- 2000 : Babs de Irma Achten[6]
- 2003 : The Tulse Luper Suitcases, Part 1: The Moab Story de Peter Greenaway[7]
- 2004 : Visions of Europe : Plusieurs réalisateurs[8]
- 2004 : The Tulse Luper Suitcases. Part 2: Vaux to the Sea de Peter Greenaway[9]
- 2004 : The Tulse Luper Suitcases, Part 3: From Sark to the Finish de Peter Greenaway[10]
- 2004 : Tempesta de Tim Disney[11]
- 2006 : La Croisade en jeans de Ben Sombogaart[12]
- 2007 : La Ronde de nuit de Peter Greenaway[13]
- 2008 : Rembrandt's J'accuse de Peter Greenaway[14]
- 2009 : Varese: The One All Alone de Frank Scheffer[15]
- 2010 : The Origin of Creatures de Floris Kaayk
- 2011 : Paul Tickell de Arno Hagers
- 2011 : Shock Head Soul de Simon Pummell[16]
- 2011 : The Potato Eaters de Arno Hagers[17]
- 2012 : Goltzius and the Pelican Company de  Peter Greenaway[18]
- 2013 : 3x3D de Jean-Luc Godard, Peter Greenaway et Edgar Pêra[19]
- 2014 : Labyrinthus de Douglas Boswell[20]
- 2015 : Brand New-U de Simon Pummell[21]
- 2015 : Que viva Eisenstein! de Peter Greenaway[22]

### Réalisateur
- 2016 : Rester vivant - Méthode : co-réalisé avec Erik Lieshout et Arno Hagers[23]